# 新庄直陳
新庄 直陳（しんじょう なおのぶ、1856年11月29日（安政3年11月2日）- 1913年（大正2年）4月15日）は、明治期の裁判官、政治家、華族。貴族院子爵議員。新荘と表記される場合がある。

## 経歴
新庄鐸橘の長男（麻生藩主・新庄直彪甥）として生まれる。旧麻生藩新庄家当主・新庄美雄（故新庄直正夫人）の入夫となり、1878年（明治11年）6月26日に家督を継承。1884年（明治17年）7月8日に子爵を叙爵した。
司法省に出仕し判事に就任。1889年（明治22年）公証人となる。1890年（明治23年）7月10日、貴族院子爵議員に選出され、死去するまで在任した。その他、茨城県農工銀行取締役、雄勝スレート取締役を務めた。
1913年4月、東京府豊多摩郡中野町の自宅で療養中に死去した。

## 親族
- 妻 新庄美雄（みお、中御門経之二女）[1]
- 長男 新庄直知（貴族院子爵議員）[1]
  - 妻 新庄フミ（沢村重長女）[1]
- 長女 太田登茂子（ともこ、太田圓三夫人）[1]